# Bosroumois
Bosroumois is een gemeente in het Franse departement Eure (regio Normandië). De plaats maakt deel uit van het arrondissement Bernay. Bosroumois is op 1 januari 2017 ontstaan door de fusie van de gemeenten Le Bosc-Roger-en-Roumois en Bosnormand. De gemeente telde 3.855 inwoners op 1 januari 2022.

## Geografie
De oppervlakte van Bosroumois bedraagt 13,24 vierkante kilometer; de bevolkingsdichtheid is 291,2 inwoners per km² (per 1 januari 2019).

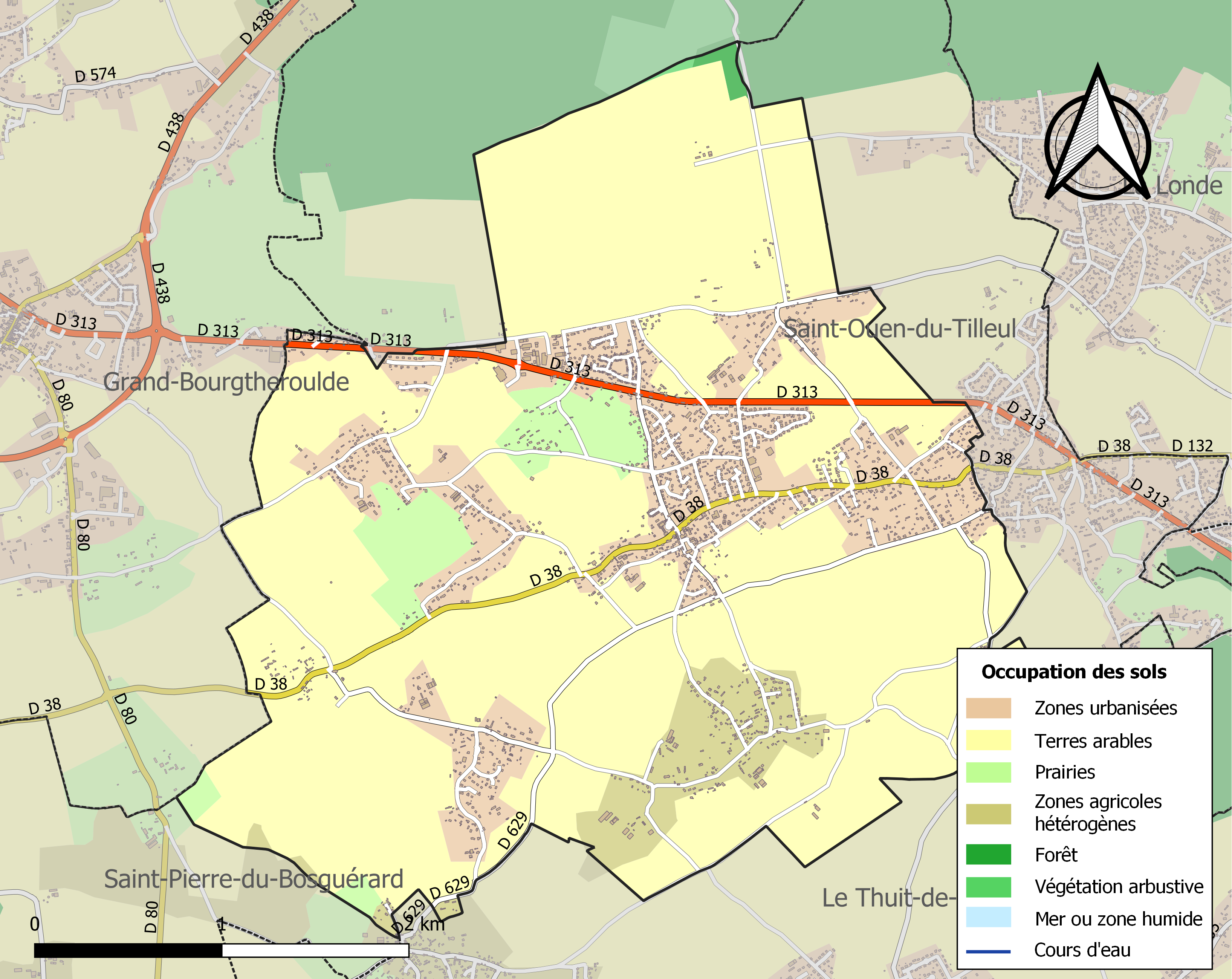
Kaart van de gemeente met belangrijkste infrastructuur, bodemgebruik en omliggende gemeenten